# Tetiš
Tetiš ili Tuotiš (mađ. Császártöltés, nje. Tschasatet, Kaiserdamm) je selo u središnjoj Mađarskoj.
Zauzima površinu od 82,06 km četvornih.

## Zemljopisni položaj
Nalazi se u regiji Južni Alföld, na 46°25' sjeverne zemljopisne širine i 19°11' istočne zemljopisne dužine.

## Upravna organizacija
Upravno pripada kireškoj mikroregiji u Bačko-kiškunskoj županiji. Poštanski broj je 6239.
U selu djeluje jedinica njemačke manjinske samouprave.

## Stanovništvo
U Tetišu živi 2662 stanovnika (2005.). Mađari su većina. Nijemaca je 25,8% te ostalih. Rimokatolika je 90%, kalvinista je 2,4%, luterana je 0,9% te ostalih.